# Rhinesuchus
Rhinesuchus ("krokodýlí nos") je rod vyhynulého temnospondylního obojživelníka.Žil v době pozdního permu na území dnešní Jihoafrické republiky.
Byl to dravec, živící se malými obratlovci.Vyhynul při masovém vymírání na konci permu.

## V populární kultuře
Rhinesuchus se objevuje v britském seriálu Putování s příšerami (Walking with monsters), pod jménem labyrithodont.

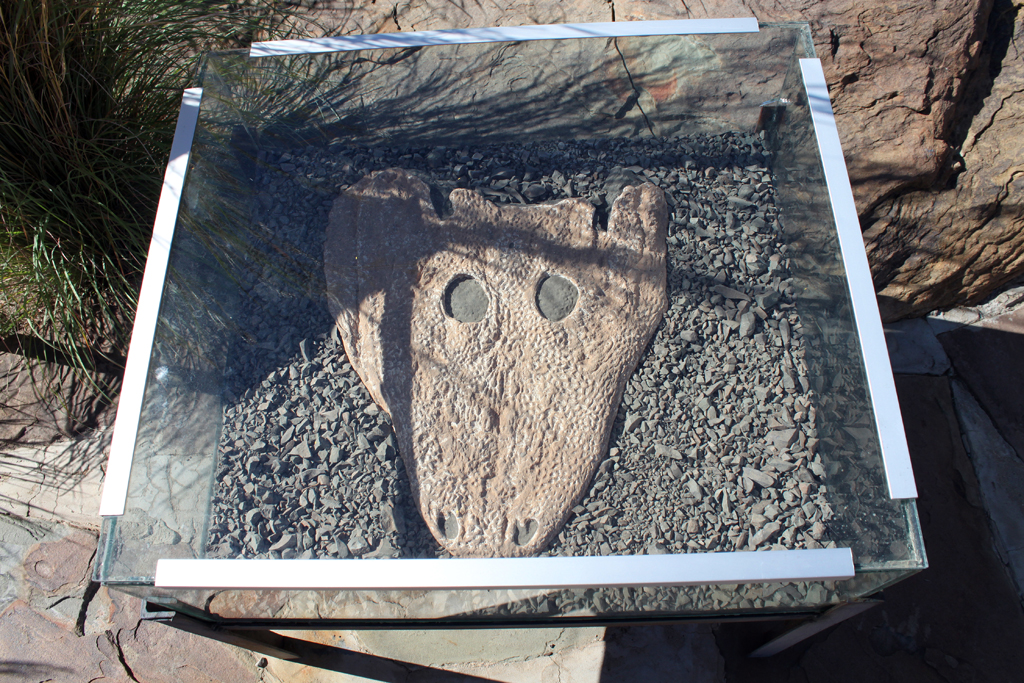
Lebka rhinesucha

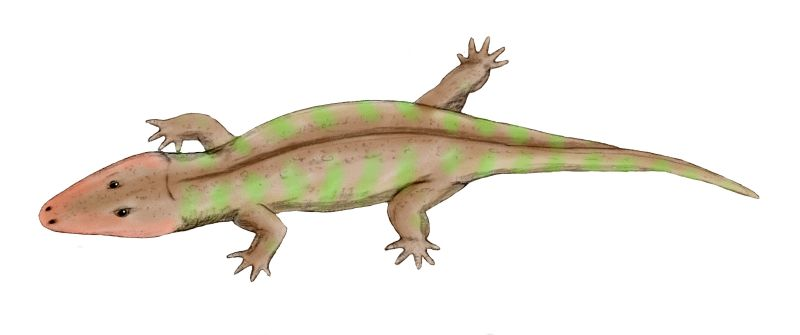
Rhinesuchus